# Vézénobres
Vézénobres is een gemeente in het Franse departement Gard (regio Occitanie). De plaats maakt deel uit van het arrondissement Alès. Vézénobres telde op 1 januari 2022 1.839 inwoners.

## Geografie
De oppervlakte van Vézénobres bedroeg op 1 januari 2022 17,07 vierkante kilometer; de bevolkingsdichtheid was toen 107,7 inwoners per km².

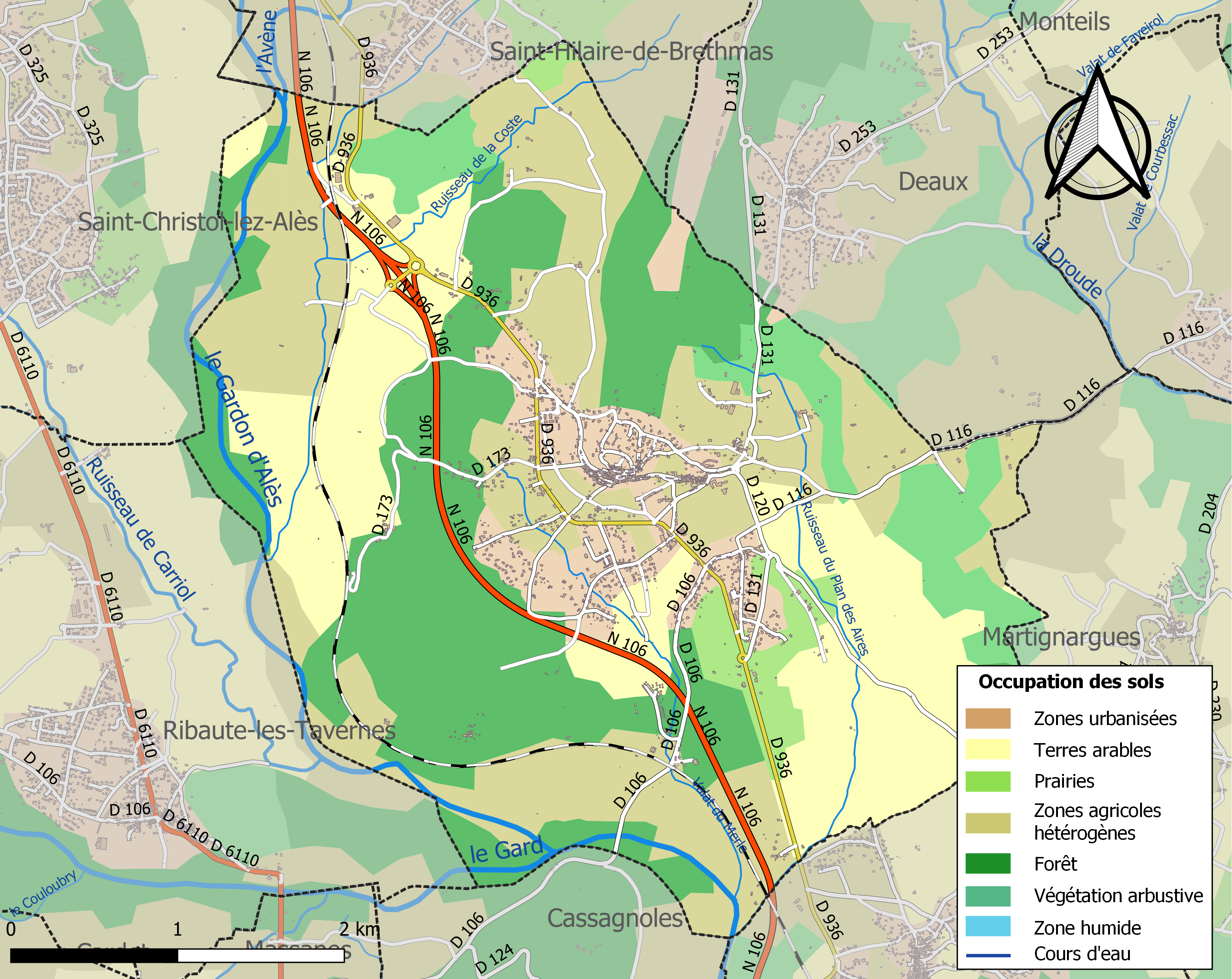
Kaart van de gemeente met belangrijkste infrastructuur, bodemgebruik en omliggende gemeenten

## Demografie
Onderstaande figuur toont het verloop van het inwonertal (bron: INSEE-tellingen).